# Илинден (Благоевградская область)
Илинден (болг. Илинден) — село в Благоевградской области Болгарии. Входит в состав общины Хаджидимово. Находится примерно в 7 км к юго-западу от центра города Хаджидимово и примерно в 85 км к юго-востоку от центра города Благоевград. По данным переписи населения 2011 года, в селе  проживало 100 человек, преобладающая национальность — болгары.

## Население
| Год     | 1934 | 1946 | 1956 | 1965 | 1975 | 1985 | 1992 | 2001 | 2011 |
| ------- | ---- | ---- | ---- | ---- | ---- | ---- | ---- | ---- | ---- |
| Жителей | 1232 | 1502 | 1242 | 880  | 517  | 368  | 276  | 163  | 100  |

|  |